# 京アミ!
『京アミ!』（きょうアミ）は、ポルリンによる日本の漫画作品。『月刊ドラゴンエイジ』（富士見書房）の2011年2月号に読み切り作品だった第0話が掲載され、2011年7月号から2012年11月号まで連載された。単行本全3巻。商業誌での連載は終了したが、以後、同人誌で番外編が描かれている。

## あらすじ
京都アミューズメント学園に入学した赤羽イオリ。しかし、小説家になるためノベルコミック科に入学するはずが、間違ってゲームクリエイター科に入学してしまう。イオリはクラスメイトでプログラマ志望の氷魚ライチに励まされてゲームシナリオライターを目指すことにしたのだが、ライチやCG志望の桐野サミと一緒にエロゲーを作ることになってしまう。

## 舞台
京都アミューズメント学園
通称「京アミ」。京都に存在する学校。ゲームクリエイター科、ノベルコミック科、ボイスアニメーション科という3つのクリエイター専門の学科があり、一般の教育課程に加えて、各専門のカリキュラムを最新の設備で学ぶことができる。

## 登場人物

### 「京アミ！」本編
赤羽 イオリ（あかばね イオリ）
ゲームクリエイター科1年。小説家志望でノベルコミック科に入るはずが、間違えてゲームクリエイター科に入ってしまった。同じ学科で出会ったライチに勧められ、ゲームのシナリオライターを目指すことになるが、ゲームはあまりしたことがなく、RPGの「レベル」を知らなかったほど。パソコンやキーボードの扱いに不慣れで、日記をつけるのに手帳を使っている等アナログ派である。ライチ相手にドキドキすることがあり、サミ達から「□リコン」呼ばわりされることも。祖父が色々な小説を持っていたため、幼い頃から祖父母が経営する「四季野茶屋」に遊びに行っていた。その際に必ず和菓子を食べさせてもらったため、和菓子好きである。近頃は休日に祖父母の手伝いをするようになった。特技はツッコミ、苦手なものは怪談。愛称は小学生のころから「イオリン」。血液型はAB型。身長159.0cm、体重50.6kg、爆乳（91cm）。視力は左右ともに1.2。名前の由来はバイオリン。
氷魚 ライチ（ひお ライチ）
ゲームクリエイター科1年。プログラマ志望。イオリにシナリオライターになることを勧める。趣味はエロゲーで、イオリの書いた純愛小説を読んで、「いいエロゲーができそうだ」と喜んだ。ゲーム制作に詳しくないイオリによくアドバイスをしている。身長は低いもののお姉ちゃん気質である。特技はマイペース。家の料理当番を担当しているため、料理は得意。得意科目は数学。愛称は「ライチ」、ロカからは「ライチちゃん」。血液型はO型。身長145.8cm、体重35.7kg、無乳（71cm）。視力は右0.1、左0.2で、眼鏡で矯正して左右ともに1.0。で低身長で眼鏡をかけていることから「ロリメガネ」と呼ばれたこともある。名前の由来はビオラ。
桐野 サミ（きりの サミ）
ゲームクリエイター科1年。CG志望。性格はSである。イオリがライチ提案のエロゲー制作を回避するためにオタクではないと思われる女の子を探していた際、容姿と所持品からオタクではないだろうとイオリに判断されて声をかけられたが、ライチのエロゲー制作に即賛同した。いわゆるオタクであり、アニメの好きなキャラが使っていたという理由で高いヘッドフォンを購入したり、イベント等での限定品を多く所持していたりと、オタク趣味に造詣が深い。作品制作に関してリアリティを重要視しており、実際に自分でポーズをとってみるだけでなく、イオリやライチ達を脱がせてモデルにすることも多々ある。負けず嫌いな性格で姉であるサラキに対抗心を燃やしており、ゲームクリエイター科に入学したのも、サラキと同じようにノベルコミック科に入学しても追い抜くことは出来ないと考えたためである。特技は説得、苦手なものは運動。愛称は「サミちゃん」、アユノからは「サミー」。血液型はA型。身長164.3cm、体重49.2kg、美乳（82cm）。視力は左右ともに1.5。得意なゲームはガンシューティング。名前の由来は「サドみ」という名前を略したもの。
高比 アユノ（たかひ アユノ）
ゲームクリエイター科1年。サウンド志望。天然な性格であるが、天才肌。エロゲー制作にも特に抵抗を示さなかった。サミとは小学校の頃からの幼馴染で親友。小学生の頃は特に何の取り柄もない普通の女の子だったが、ある時ゲーム音楽を聞いてその場で耳コピをしてピアノで弾いたことから絶対音感の持ち主であることが判明。それ以来、周囲から様々なゲーム音楽を引くよう頼まれ、気が付くと京アミに入学していたという。絶対音感の他に耳コピや、体験したことをBGMにすること、雑音の中でも誰がどの声かを聞き分けられるという特技を持っている。また、すぐ寝られることも特技の一つで、夏休み中には一日の半分以上を寝て過ごしているほど。得意科目は特に無しと言うが成績は良く、いつも学年10位以内に入っている。愛称は「アユっち」。血液型はB型。身長155.1cm、体重43.5kg、貧乳（77cm）。視力は右0.8、左1.0。得意なゲームは音ゲー。なお、アユノには兄がおり、その兄はサカモト教授がモデルとなっている。名前の由来はピアノ。
槌江 ロカ（つちえ ロカ）
ボイスアニメーション科1年。声優志望。作者曰く「不憫な娘」。声優志望なのに演技をしない特殊な1分間アピールのために、入学直後のグループ分けでどこにも所属できず、夏休みが終わって、茶室で個人練習をしていたところをライチ達に勧誘される。ゲーム作りに参加することで、「今まではオーディションに落ちるばかりだったが、自分が出演する作品を自分で作れば問題ない」と考え、「ゲームを作れる声優」を目指すことに。特技はヌンチャク演舞やムーンウォークなど。一人称は「ロカ」。愛称は「ロカちゃん」、ライチからは「ロカち」、アユノからは「ロカっちゃ」と呼ばれる場合もある。ちなみに小学生の時は「老朽化」から「オンボロ」、中学生の時は「老化」から「ミイラ」というあだ名だった。身長は148.2cm。名前の由来はチェロ。
河澄 キョウカ（かわずみ キョウカ）
ゲームクリエイター科1年D組担任。重度のゲーム好きで、「生徒が作ったゲームで一生ゲームして遊んで暮らせる」という理由で京アミの教師をやっている。京アミの4年前の卒業生であり、ゲームクリエイター科に在籍していた。普段はのんびりとした性格であるが、京アミ在学当時は非常にやる気に溢れており、ゲーム制作でゲームプランナー、プログラム、サウンドを一人でやったほど。ただし、教員免許を取った途端にやる気を失ったようである。ライチ達のエロゲー制作を認めており、むしろ早くプレイさせてほしいと言っていた。さらに、キョウカ自身を攻略できるエロゲーをライチ達が作った時も喜んでプレイしていた。小泉をはじめとして男性教師からの人気が高い。実家は岡山で毎年夏に遊びに帰っている。胸が大きく、バスト91cmのイオリよりも大きい。愛称はライチからは「キョウちゃん」、サラキとリリコからは「キョウカ」。
桐野 サラキ（きりの サラキ）
サミの姉で、漫画家。同人活動も商業活動もしており、どちらも成人向けのオリジナル作品を描いている。サラキが同人活動をする際の同人サークル「K・S・R」は人気サークルであり、いわゆる壁サークルである。性格はS。かつては京アミのノベルコミック科の漫画家志望で、キョウカやリリコとは学生時代の同級生だった。また、同人サークル「K・S・R」は元々はキョウコ、サラキ、リリコが京アミ在学時代に立ち上げたサークルである。伊豆に別荘を持っており、イオリ達の合宿で使われた。愛称は「サラちゃん」。妹のサミからは「姉さん」と呼ばれている。
波多野 リリコ（はたの リリコ）
ゲーム会社「ニャンニャンソフト」でモーションの仕事をしている。キョウカやサラキとは学生時代の同級生で、ボイスアニメーション科の動画制作志望だった。仕事とは別に趣味でゲームを作っており、毎回コミフェスにサークル参加している。愛称は「リリィ」。
波多野 キリエ（はたの キリエ）
リリコの妹。京アミの生徒ではないが、コミフェスに姉であるリリコの手伝いとして参加した際にイオリ達と知り合う。陸上部所属で、走ることが趣味のスポーツ少女。あまり自分を前に出さないため貧乏くじを引くことも多々あるが、嫌な顔をせず引き受けるという。ゲームは友達がやる時に少しやる程度であまりしない。血液型はO型。身長155cm、バスト78cm（Bカップ）。なお、元々は作者のオリジナル同人作品「しおりシリーズ」（後述）に登場しているキャラクターである。
門倉 トリネ（かどくら トリネ）
ノベルコミック科2年。ライトノベル作家志望。情報伝達部に所属し、学内向け案内ブログ「京アミブログ」を運営している。イオリ達が1学期にエロゲを作った異色さから、話を聞こうとインタビューをしたことで知り合いになり、その後もしばしばイオリの相談に乗っているようである。物事をストレートに言う傾向がある。名前の由来はクラリネット。
小泉（こいずみ）
京アミの男性教師。クセのある髪型が特徴。キョウカに好意を抱いており、イオリ達が制作したキョウカが攻略できるエロゲーをやりたいために、エロゲーで単位が取れるように協力した。モデルは大泉洋。

### しおりシリーズ
「しおりシリーズ」とは、作者が「京アミ！」以前から描いていたオリジナル同人作品で、第一作目は2010年5月4日発行。「京アミ！」本編にも登場した波多野キリエも元々は「しおりシリーズ」の登場キャラクターであり、「京アミ！」連載終了後に作者が描いた同人誌において、「しおりシリーズ」のキャラクターが「京アミ！」と何度かコラボしている。なお、しおりシリーズに登場するキャラクターは作者が過去に描いた漫画に登場したキャラクターで、当初から登場していたミラ、コユキ、ミホリの3人は過去の作品においてはそれぞれ主役だった。
菊乃 ミラ（きくの ミラ）
黒髪ジト目で関西弁。仏頂面。性格はSで、怒ると怖いが意外とノリは良い。時折眼鏡をかけている。血液型はB型。身長158cm、バスト82cm（Cカップ）。愛称は「ミラちゃん」。趣味は長風呂。祖母がイタリア人。愛読書は「ゴッドファーザー」。犬派。元々は「その者マフィアにつき」（2008年9月）という作品に登場した「網野ミラ」というキャラクターがモデル。
黒峰 コユキ（くろみね コユキ）
ショートツインテールで八重歯。「生粋のバカ」とも言われる明るい性格で、よく他の人を巻き込んでいる。実はかなりのお嬢様で、両親を「父様」「母様」と呼んでいる。一人称は「ボク」。血液型はAB型。身長149cm、バスト72cm（Aカップ）。愛称は「コユキ」「コユキちゃん」。ライチからは「コユキチ」、ロカからは「コユッキー」と呼ばれる。趣味はゲーム全般。元々は「Pict☆Master」（2009年2月）という作品に登場した「クロード・ミューネ」というキャラクターがモデル。
神島 ミホリ（かみしま ミホリ）
天然かつおっとりとした性格で、よくいじられている。イオリの従姉妹。生徒会の書記を務めている。寒がりで冬場や夜は厚着をする。血液型はA型。身長164cm、バスト92cm（Eカップ）。愛称は「ミホリン」、イオリからは「ミホリお姉ちゃん」。元々は「ツキヨミ」（2008年1月）という、作者の同人サークル名にもなった作品に登場した「三日月睡蓮」というキャラクターがモデル。

## 用語
ゲーム試験
ゲームクリエイター科で行われる試験。ゲーム制作が課題とされ、学生が制作したゲーム作品を学校のサーバにアップロードして提出する。提出された作品は誰でもダウンロードしてプレイできるようになっているが、採点と講評は教師だけで行われ、採点後に順位、得点、好評、ダウンロード数が掲示される。制作期間中の授業は基本的に午前のみで、午後9時まで教室を解放されており自由に制作を進められる。
かまって！恋して！信号機
イオリ、ライチ、サミの3人で初めて制作した、成年向けビジュアルノベルゲーム。中間試験のゲーム試験に提出されたものの、学校側の評価は「学生のうちから成人ゲームを作るのは性急過ぎる」として、得点は僅か0.5点だった。しかし、ダウンロード数は246で断トツだった。なお、初出は2010年8月29日発行の作者のオリジナル同人誌「文化祭のしおり」である。
K・S・R
キョウカ、サラキ、リリコの3人が京アミ在学中に立ち上げて結成していた同人サークル。サークル名の由来はそれぞれの名前の頭文字からで、キョウカが先頭に来ているのは、キョウカがリーダー格だったためである。現在はサラキが引き継いでおり、リリコは自身で別のサークルを立ち上げてコミフェスなどのイベントに参加している。
とつぎさき
イオリ、ライチ、サミ、アユノ、ロカの5人が所属する同人サークル。1年の夏休みにサークル名を付けた。サークル名を付けた当初はロカを除く4名で、後にロカが加わった。サークル名の由来は、「皆の嫁がいる」ということから。
京アミブログ
正式名称は「京都アミューズメント学園blog」で、京アミの情報伝達部が運営している学内向け案内ブログ。「作品紹介」や「生徒ピックアップ」といったコンテンツがあり、だれがどんなゲームを作ったかを紹介している。このブログに取り上げられ実力のある人とわかると、ゲーム制作時にその人に対する勧誘の競争率が上がるという。
クリスマス祭
京アミの全ての科が作品を発表する展示祭。学生が作ったゲームや漫画、ラノベ等を一般公開する。優秀作品は企業のテストプレイのラインナップに入れて一緒に企画書を書かせてもらえる。
四季野茶屋
イオリの祖父母が経営する和菓子屋。京都の寺町に存在する。休日にはイオリが手伝いをすることも。

## 単行本
1. 2011年12月9日 ISBN 978-4-04-712765-4
2. 2012年4月9日 ISBN 978-4-04-712792-0
3. 2012年12月9日 ISBN 978-4-04-712842-2

- 単行本の帯では、1巻では麻枝准が、2巻ではサカモト教授がコメントをしている。
- 2巻の表紙は、2012年1月10日のニコニコ生放送の公式放送[10]にて、視聴者が4つのラフの中から選ぶアンケートで決定した。なお、その放送における総来場者数は約48000人、総コメント数は30000超だった。

## 同人誌
- 2012年12月30日のコミックマーケット83にて、単行本未収録の9.5話と描き下ろしの漫画が収録された同人誌『京アミ!ANOTHER』が発行された。
- 2013年8月11日のコミックマーケット84にて発行された作者のオリジナル漫画「しおりシリーズ」の総集編である『学校のしおり2』に、『京アミ!』単行本3巻の続きにあたる、「しおりシリーズ」とコラボした描き下ろし漫画が収録された。
- 2014年8月17日のコミックマーケット86にて、総集編の同人誌として『京アミ!＋』が発行された。上記の『京アミ!ANOTHER』や、とらのあなでの『京アミ!』単行本購入特典だった特典漫画冊子に収録されていた漫画、雑誌掲載された「デート・ア・ライブ」アニメ化宣伝用の4コマ漫画、「しおりシリーズ」とコラボした描きおろし漫画などが収録されている。